# Álvaro Mejía Pérez
Álvaro Mejía Pérez és un exfutbolista professional espanyol que jugà habitualment de defensa central. El primer equip de Mejía fou el Las Rozas, on jugà dels 11 als 15 anys. Fou amb aquella edat quan el Reial Madrid el va fitxar. La temporada 1998-1999 la jugà amb el Juvenil B de l'entitat madridista, i la següent temporada, la jugà amb el Juvenil A. Ja a la temporada 2001-2002, Mejía va pujar al tercer equip, el Reial Madrid C, i finalment, a l'hivern del 2003, després d'un any i mig al segon equip va debutar a primera divisió vestint la samarreta del Reial Madrid.
Aquest debut es va produir el dia 24 de gener del 2004, en un partit contra el Vila-real CF, on el conjunt blanc va guanyar per 2 gols a 1.
Va jugar 6 partits de Lliga de Campions entre la temporada 2003-04 i la 2005-06.